# Зильберман (органостроители)
Зильберма́н, правильней Зи́льберман (нем. Silbermann) — династическая корпорация немецких мастеров, изготовителей, главным образом, органов, а также клавесинов, клавикордов и молоточковых фортепиано, расцвет деятельности которой приходится на XVIII век.

## Краткие сведения
Андреас Зильберман (16.5.1678, Фрауэнштайн, Саксония — 16.3.1734, Страсбург) с 1701 жил в Страсбурге, в 1704–06 стажировался у органиста Ф. Тьерри в Париже. С 1703 строил органы (всего 35), среди них — органы городских кафедральных соборов в Базеле (1711, не сохранился) и Страсбурге (1716, полностью перестроен), орган Бенедиктинской церкви в Кольмаре (1726, ныне находится в церкви св. Галла г. Нидерморшвир, в хорошем состоянии).
Наиболее известный представитель династии, брат и ученик Андреаса Готфрид Зильберман (14.1.1683, Фрауэнштайн, Саксония — 4.8.1753, Дрезден), с 1710 работал в Саксонии. Был знаком с И.С. Бахом и В.Ф. Бахом, И. Кунау и И.Г. Пизенделем. Из 46 органов его работы наиболее знамениты: орган кафедрального собора во Фрайберге (1714) и орган Католической придворной церкви в Дрездене (завершён в 1754 его учеником З. Гильдебрандтом). Первым в Германии применил в клавикордах фортепианную механику Б. Кристофори — два оригинальных молоточковых фортепиано хранятся в Потсдаме (1746 — в концертном зале Замка Сан-Суси и 1747 — в Новом дворце), и ещё один (1749) — в Нюрнберге. В 1723 изобрёл чембало д’аморе — род двойного клавикорда (экземпляры не сохранились). На клавикорде Г. Зильбермана играл К.Ф.Э. Бах.
По свидетельству теоретика Г. А. Зорге, в основе органов Г. Зильбермана лежали те или иные разновидности среднетоновой темперации. Специфической для них (нем. Silbermann-Sorge-Temperatur) считается темперация, при которой 11 квинт уменьшены на 1/6 пифагоровой коммы. Именно такая темперация использовалась при реконструкциях исторических органов Г. Зильбермана в дворцовой церкви Тифенау (деревня близ Ризы) и в церкви Хельбигсдорфа (деревня близ Фрайберга); год оригинальной постройки обоих органов 1728.
Сын Андреаса Иоганн Андреас Зильберман (24.6.1712, Страсбург — 11.2.1783, там же) учился у отца и дяди. Построил 57 органов, из которых лучшими считались инструменты Новой церкви в Страсбурге (1749, разрушен при бомбардировке французами в 1870) и баденском аббатстве Санкт-Блазиен (1775; в 1813 демонтирован и перенесён в Церковь св. Стефана в Карлсруэ, где в 1944 был разрушен во время авианалёта британских ВВС). Известен также как автор трудов и ценных записок по органостроению.
Эльзасская (страсбургская) и саксонская клавишные мастерские Зильберманов работали в тесном контакте, что подтверждается конструктивно-стилистическим родством созданных в них инструментов. Клавишные струнные инструменты Зильберманов за редкими исключениями имеют строй с «ля» 1-й октавы = 415 Гц. В настройке органов династии Зильберман единого эталона высоты нет.

## Рецепция
Развернувшееся в первой половине XX века в Германии антиромантическое движение Orgelbewegung за восстановление подлинного звучания музыки Баха шло под лозунгом «Назад к Зильберману!». Музыкальные инструменты династии Зильберман высоко оцениваются представителями аутентичного исполнительства и поныне. Они часто используются в концертах и аудиозаписях старинной музыки. Органы Зильберманов каталогизированы и тщательно описаны. Изучению деятельности Зильберманов посвящены несколько научных монографий. Общество Готфрида Зильбермана устраивает во Фрайберге и окрестных городах международный фестиваль органной музыки (с 1978) и международный конкурс органистов (с 1991, раз в 2 года).